# Adam Galos
Adam Galos (Cracovia, Polonia, 22 de julio de 1924 - Breslavia, Polonia, 11 de abril de 2013) fue un historiador y profesor polaco. 
Fue profesor en la Universidad de Wroclaw en la Facultad de Educación e Historia. Su área de investigación era la historia de Alemania de los siglos 19 y 20.